# 1905-ben alapított labdarúgóklubok listája
Ez a lista az 1905-ben alapított labdarúgóklubokat tartalmazza.
- 1. FSV Mainz 05
- AC Ancona
- ADO Den Haag
- Aiglon du Lamentin
- Al-Tilal
- Arminia Bielefeld
- Belgrano de Córdoba
- Central Español
- Charlton Athletic FC
- Chelsea FC
- Club Atlético Boca Juniors
- Club Atlético Independiente
- Club Atlético Platense
- Club Atlético Tiro Federal Argentino
- Club Libertad
- Colón de Santa Fe
- Crystal Palace FC
- Estudiantes de La Plata
- Galatasaray SK
- Golden Star
- HŠK Zrinjski Mostar
- Perugia Calcio
- Sport Club do Recife
- Sporting de Gijón